# Necessità
In filosofia la necessità è un principio metafisico secondo il quale la dinamica della materia in ogni suo aspetto (compresa quella biologica) è governata da un nesso diretto causa/effetto, ovvero da causalità lineare, sicché si nega la realtà del caso. La concezione necessitaristica, a base del determinismo, teorizza inoltre che l'evidenza della casualità nel divenire della materia deve essere considerata quale pura ignoranza di qualche causa sconosciuta.

## Storia antica
La necessità ontologica, cioè il fatto che tutto ciò che è ed accade "debba essere così e non altrimenti" nasce con Parmenide. Prima di lui, e in particolare nei primi creatori della filosofia su base naturalistica (Talete e Anassimandro) il necessitarismo non era stato posto.
Secondo una testimonianza di Simplicio (Physica, 179, 31) Parmenide avrebbe detto nel suo poema Sulla natura (versi 15-18): "Di modo che è necessario o che sia del tutto o che non sia per nulla. Giammai poi la forza della convinzione verace concederà che dall'essere alcunché altro da lui nasca". E più avanti (versi 28-38): "Per cui tutto è contiguo: difatti l'essere è a contatto con l'essere. Ma immobile nel limite di possenti legami sta senza conoscere né principio né fine, dal momento che nascere e perire sono stati risospinti ben lungi e li ha scacciati la convinzione verace. E rimanendo identico nell'identico stato, sta in se stesso e così rimane lì immobile. Infatti la dominatrice Necessità lo tiene nelle strettoie del limite che tutto intorno lo cinge; perché bisogna che l'essere non sia incompiuto e non manchevole. Se lo fosse mancherebbe di tutto".
Parmenide ha posto le basi di tutta la metafisica posteriore a cominciare da Platone fissando alcuni punti fermi che sono: ciò che "è" è immutabile; ciò che è immutabile è reale; ciò che è immutabile è vero; ciò che è vero è necessario. Ciò che muta, in quanto tale, non è; ciò che "non è" è necessariamente falso; il non-necessario non può esistere e sarebbe comunque falso. Platone è necessitarista, ma senza che il principio della necessità ontologica emerga costantemente nei suoi dialoghi, mentre in Aristotele essa è sostenuta con chiarezza. Egli afferma nella Metafisica (V, 5,1014) che la necessità si presenta come "l'impossibilità dell'altrimenti" .
Nella filosofia stoica la necessità coincide con la verità e il Logos è la necessità stessa dell'essere e il dossografo Aezio riferisce che  Zenone di Cizio (Hermann Diels, Doxographi Graeci, 322) diceva essere il destino la forza che muove il tutto sempre nello stesso modo di necessità, e che essa si identifica con l'essere che può essere chiamato Natura o Provvidenza.
In Plotino l'Uno è in sé necessario e crea le sue emanazioni in modo necessario. Nelle Enneadi (VI, 8, 9) dice che per lui l'Uno «non è per accidente, bensì era necessario che così esso fosse».

## Dalla tarda antichità al XVII secolo
La necessità caratterizza le filosofie panteistiche e quindi il Neoplatonismo dei seguaci di Plotino, specialmente Proclo, conferma il necessitarismo del Dio plotiniano. I neoplatonici sussisteranno sino al V secolo, convivendo col Cristianesimo ormai trionfante, come un residuo del politeismo pagano rivisto e corretto.
La teologia e la filosofia tomiste utilizzano ampiamente il concetto di necessità filosofica, ma rifiutano il necessitarismo, posizione ribadita dal Magistero successivo.
Correnti necessitariste si riscontrano tuttavia sotterraneamente in alcune correnti del cristianesimo, e Marsilio Ficino ne è esponente importante. Anche Giordano Bruno è necessitarista e nel II dialogo metafisico del De la causa, principio et uno sostiene che Dio  è Causa Prima «in quanto tutte cose sono dopo lui, secondo certo ordine di priore e posteriore».
Spinoza è sicuramente il più importante teorico della Necessità divina che governa la Natura in ogni sua espressione con un determinismo assoluto.

## Epoca moderna
I Deisti britannici erano deterministi, specialmente Anthony Collins e John Toland, ma anche i materialisti atei del Settecento Claude-Adrien Helvétius e Paul Henri Thiry d'Holbach erano necessitaristi. Anche Voltaire, soprattutto nella tarda maturità, era diventato necessitarista.
Anche in Georg Wilhelm Friedrich Hegel la necessità ontologica è uno dei fondamenti del suo Idealismo.